# Jonidan
Die Jonidan-Division (jap. 序二段) ist die zweitniedrigste Liga des japanischen Sumō. Sie ist die letzte, deren Anzahl von teilnehmenden Kämpfern nicht festgelegt ist. Es gehören ihr aber normalerweise um die 300 Sumotori an. Da diese wie alle niedrigeren Divisionen auch an nur einer Woche der Turniere kämpfen, wird wegen der hohen Zahl der Teilnehmer oftmals ein zusätzlicher Durchgang am Ende eines Turniers nötig, um die stärksten Kämpfer zu ermitteln (kettei-sen).
Die vorgeschriebene Kleidung der Angehörigen der Jonidan-Division sind die yukata, ein leichter Baumwollmantel, und die Holzschuhe geta.